# بوصير بيروتي
البوصير البيروتي (باللاتينية: Verbascum beryteum) نوع نباتي يتبع جنس البوصير من الفصيلة الغدبية.

## الموئل والانتشار
موطنه بلاد الشام.